# Inmarsat-4 F2
O Inmarsat-4 F2 é um satélite de comunicação geoestacionário construído pela Astrium. Ele está localizado na posição orbital de 25 graus de longitude leste e é operado pela Inmarsat. O satélite foi baseado na plataforma Eurostar-3000GM e sua expectativa de vida útil é de 13 anos.

## Lançamento
O satélite foi lançado com sucesso ao espaço no dia 8 de novembro de 2005 às 14h07 UTC, por meio de um veículo Zenit-3SL a partir da plataforma de lançamento marítima da Sea Launch, a Odyssey. Ele tinha uma massa de lançamento de 5 958 quilogramas.

## Capacidade
O Inmarsat-4 F2 é equipado com 228 pontos estreitos, 19 pontos largos e um feixe mundial para suportar a nova Rede Global de Banda Larga (B-GAN) para soluções de internet e vídeo sob demanda, videoconferência, fax, e-mail, telefone e acesso LAN de alta velocidade.